# Decade of Aggression
Decade of Aggression es un doble álbum en directo de Slayer lanzado en 1991 por Def American Records (después llamada American Recordings). Este álbum alcanzó el número 55 en Billboard 200.
Esta fue la última grabación con Lombardo en la batería hasta el DVD Still reigning en 2004.

## Lista de canciones
Todas las canciones de Disco 1 grabadas en el Lakeland Coliseum de Lakeland, Florida el 13 de julio de 1991. Canción 1, 2 y 7 de Disco 2 grabada en Wembley Arena, el 14. de octubre de 1990. Canción 3-6 y 8-10 de Disco 2 grabada en Orange Pavilion, San Bernardino, el 8. marzo de 1991.
| Disco 1 |                        |                     |                     |              |          |  |
| N.º     | Título                 | Letras              | Música              | Escritor(es) | Duración |  |
| 1.      | «Hell Awaits»          | Kerry King          | Jeff Hanneman, King |              | 6:50     |  |
| 2.      | «The Antichrist»       | Hanneman            | Hanneman, King      |              | 3:50     |  |
| 3.      | «War Ensemble»         | Hanneman, Tom Araya | Hanneman            |              | 4:58     |  |
| 4.      | «South of Heaven»      | Araya               | Hanneman            |              | 4:25     |  |
| 5.      | «Raining Blood»        | Hanneman, King      | Hanneman            |              | 2:32     |  |
| 6.      | «Altar of Sacrifice»   | King                | Hanneman            |              | 2:48     |  |
| 7.      | «Jesus Saves»          | King                | Hanneman, King      |              | 4:12     |  |
| 8.      | «Dead Skin Mask»       | Araya               | Hanneman            |              | 4:58     |  |
| 9.      | «Seasons in the Abyss» | Araya               | Hanneman            |              | 7:01     |  |
| 10.     | «Mandatory Suicide»    | Araya               | Hanneman, King      |              | 4:00     |  |
| 11.     | «Angel of Death»       |                     |                     | Hanneman     | 5:20     |  |
| 89:17   |                        |                     |                     |              |          |  |

| Disco 2 |                    |                 |                |                                                                 |          |  |
| N.º     | Título             | Letras          | Música         | Grabación                                                       | Duración |  |
| 1.      | «Hallowed Point»   | Hanneman, Araya | Hanneman, King | Wembley Arena, Londres, Reino Unido, 14 de octubre de 1990      | 3:36     |  |
| 2.      | «Blood Red»        | Araya           | Hanneman       | Wembley Arena, Londres, Reino Unido, 14 de octubre de 1990      | 2:50     |  |
| 3.      | «Die by the Sword» | Hanneman        | Hanneman       | Orange Pavilion, San Bernardino, California, 8 de marzo de 1991 | 3:35     |  |
| 4.      | «Black Magic»      | King            | Hanneman, King | Orange Pavilion, San Bernardino, California, 8 de marzo de 1991 | 3:28     |  |
| 5.      | «Captor of Sin»    | Hanneman, King  | Hanneman, King | Orange Pavilion, San Bernardino, California, 8 de marzo de 1991 | 3:34     |  |
| 6.      | «Born of Fire»     | King            | Hanneman, King | Orange Pavilion, San Bernardino, California, 8 de marzo de 1991 | 3:03     |  |
| 7.      | «Post mortem»      | Hanneman        | Hanneman       | Wembley Arena, Londres, Reino Unido, 14 de octubre de 1990      | 4:04     |  |
| 8.      | «Spirit in Black»  | King            | Hanneman       | Orange Pavilion, San Bernardino, California, 8 de marzo de 1991 | 4:07     |  |
| 9.      | «Expendable Youth» | Araya           | King           | Orange Pavilion, San Bernardino, California, 8 de marzo de 1991 | 4:36     |  |
| 10.     | «Chemical Warfare» | Hanneman, King  | Hanneman, King | Orange Pavilion, San Bernardino, California, 8 de marzo de 1991 | 5:30     |  |

### Edición limitada
| Disco 1 |                        |                     |                     |              |          |  |
| N.º     | Título                 | Letras              | Música              | Escritor(es) | Duración |  |
| 1.      | «Hell Awaits»          | Kerry King          | Jeff Hanneman, King |              | 6:50     |  |
| 2.      | «The Antichrist»       | Hanneman            | Hanneman, King      |              | 3:50     |  |
| 3.      | «War Ensemble»         | Hanneman, Tom Araya | Hanneman            |              | 4:58     |  |
| 4.      | «South of Heaven»      | Araya               | Hanneman            |              | 4:25     |  |
| 5.      | «Raining Blood»        | Hanneman, King      | Hanneman            |              | 2:32     |  |
| 6.      | «Altar of Sacrifice»   | King                | Hanneman            |              | 2:48     |  |
| 7.      | «Jesus Saves»          | King                | Hanneman, King      |              | 4:12     |  |
| 8.      | «Dead Skin Mask»       | Araya               | Hanneman            |              | 4:58     |  |
| 9.      | «Seasons in the Abyss» | Araya               | Hanneman            |              | 7:01     |  |
| 10.     | «Mandatory Suicide»    | Araya               | Hanneman, King      |              | 4:00     |  |
| 11.     | «Angel of Death»       |                     |                     | Hanneman     | 5:20     |  |

| Disco 2 |                        |                       |                |                                                                 |          |  |
| N.º     | Título                 | Letras                | Música         | Grabación                                                       | Duración |  |
| 1.      | «Hallowed Point»       | Hanneman, Araya       | Hanneman, King | Wembley Arena, Londres, Reino Unido, 14 de octubre de 1990      | 3:36     |  |
| 2.      | «Blood Red»            | Araya                 | Hanneman       | Wembley Arena, Londres, Reino Unido, 14 de octubre de 1990      | 2:50     |  |
| 3.      | «Die by the Sword»     | Hanneman              | Hanneman       | Orange Pavilion, San Bernardino, California, 8 de marzo de 1991 | 3:35     |  |
| 4.      | «Black Magic»          | King                  | Hanneman, King | Orange Pavilion, San Bernardino, California, 8 de marzo de 1991 | 3:28     |  |
| 5.      | «Captor of Sin»        | Hanneman, King        | Hanneman, King | Orange Pavilion, San Bernardino, California, 8 de marzo de 1991 | 3:34     |  |
| 6.      | «Born of Fire»         | King                  | Hanneman, King | Orange Pavilion, San Bernardino, California, 8 de marzo de 1991 | 3:03     |  |
| 7.      | «Skeletons of Society» | King                  | King           | Orange Pavilion, San Bernardino, California, 8 de marzo de 1991 | 4:50     |  |
| 8.      | «At Dawn They Sleep»   | Hanneman, King, Araya | Hanneman       | Wembley Arena, Londres, Reino Unido, 14 de octubre de 1990      | 6:26     |  |
| 9.      | «Post mortem»          | Hanneman              | Hanneman       | Wembley Arena, Londres, Reino Unido, 14 de octubre de 1990      | 4:04     |  |
| 10.     | «Spirit in Black»      | King                  | Hanneman       | Orange Pavilion, San Bernardino, California, 8 de marzo de 1991 | 4:07     |  |
| 11.     | «Expendable Youth»     | Araya                 | King           | Orange Pavilion, San Bernardino, California, 8 de marzo de 1991 | 4:36     |  |
| 12.     | «Chemical Warfare»     | Hanneman, King        | Hanneman, King | Orange Pavilion, San Bernardino, California, 8 de marzo de 1991 | 5:30     |  |

## Integrantes
Slayer
- Tom Araya - voz, bajo
- Kerry King - guitarra
- Jeff Hanneman - guitarra
- Dave Lombardo - batería

Producción
- Rick Rubin - producción